# Demagnetizzazione adiabatica
La demagnetizzazione adiabatica è una tecnica per ottenere temperature estremamente basse (sotto 1 kelvin) che usa l'effetto magnetocalorico.
Il principio che sta alla base del procedimento fu suggerito da Debye nel 1926 e da Giauque nel 1927 e il primo refrigeratore di questo tipo fu costruito da alcuni gruppi nel 1933. La refrigerazione magnetica fu il primo metodo a consentire temperatura inferiori a 0,3 kelvin (temperatura attualmente facilmente ottenibile con un criostato a diluizione ³He/4He).

## Effetto magnetocalorico
L'effetto magnetocalorico, e nella pratica la demagnetizzazione adiabatica, è un processo magneto-termodinamico nel quale la variazione reversibile di temperatura di un opportuno materiale è causata dal cambiamento del campo magnetico. In generale quando il campo magnetico diminuisce i domini magnetici del materiale ferromagnetico assumono un'orientazione casuale rispetto al campo magnetico a causa della temperatura. Se il materiale è isolato in modo tale che non possa scambiare energia con l'esterno (processo adiabatico), la temperatura diminuisce poiché i domini magnetici assorbono energia termica per riorientarsi.

## Ciclo termodinamico
Il ciclo termodinamico funziona come un refrigeratore, dunque cioè come un ciclo chiuso tra due serbatoi di calore che "traghetta" il calore dal più freddo al più caldo, che può essere per esempio un circuito refrigerante all'elio. Il ciclo funziona tra due diversi livelli di campo magnetico.
Descriviamo il ciclo, iniziando da quando il cristallo è all'equilibrio termico con il materiale freddo, e con il campo magnetico al livello basso.
- Magnetizzazione adiabatica:  il cristallo viene separato dall'ambiente freddo, e viene isolato. L'aumento del campo magnetico esterno (+H) produce un lavoro che aumenta l'energia magnetica degli atomi. Tuttavia l'entropia non può cambiare perché non può passare calore, ovvero i dipoli magnetici non cambiano orientazione rispetto al campo, sebbene ogni singola direzione del dipolo divenga ora più energetica di quanto era prima. Così l'aumento di energia interna si traduce solo in un aumento di temperatura (T + ΔTad), portando il cristallo ad un livello di temperatura maggiore del serbatoio caldo.
- Trasferimento entalpico isomagnetico: al contatto termico con il bagno caldo, il materiale si raffredda cedendogli energia, fino a raggiungerne l'equilibrio termico. Il campo magnetico è mantenuto costante, per permettere ai dipoli di trasferire tutto il calore al bagno, e non al campo magnetico: essi perdono la loro agitazione termica, ovvero la loro orientazione casuale, decadendo verso l'orientazione meno energetica. Il loro calore è stato trasferito al bagno, e scendono sia la temperatura, sia l'entropia del cristallo.
- Demagnetizzazione adiabatica: il cristallo viene separato dal bagno caldo, viene di nuovo isolato e viene ridotto il campo magnetico (trasformazione adiabatica). I dipoli magnetici, dato il campo magnetico minore, perdono energia nonostante non mutino la loro orientazione, e così scende la temperatura a entropia costante. Si arriva ad una temperatura minore dell'oggetto refrigerato.
- Trasferimento entropico isomagnetico: Mantenendo il campo magnetico costante, finalmente il materiale viene posto in contatto con l'ambiente freddo da raffreddare. Data la temperatura del cristallo essere minore di quella del bagno stesso, il calore fluisce spontaneamente nel cristallo facendo orientare i dipoli in modo casuale: questo trasferisce loro l'energia termica del bagno freddo, ne fa aumentare l'entropia e aumentare la temperatura fino all'equilibrio con il bagno freddo. Il ciclo può ricominciare.[2]

### Demagnetizzazione nucleare
Una variante della demagnetizzazione adiabatica è la demagnetizzazione adiabatica nucleare (NDR - nuclear demagnetization refrigeration). Il principio è lo stesso, ma in questo caso la potenza refrigerante viene fornita dai momenti magnetici nucleari, e non dal momento magnetico atomico. Poiché questi momenti di dipolo sono molto più piccoli, è più difficile allinearli. Questo consente una maggiore potenza di refrigerazione (che consente una temperatura molto bassa fino a 1 µkelvin), ma allo stesso tempo la necessità di usare campi magnetici più intensi (3 tesla o maggiori).
In questo caso il materiale usato deve essere già inizialmente ad una temperatura molto bassa (10 – 100 mK). Il preraffreddamento è di solito fornito dalla mixing chamber di un refrigeratore a diluizione o da uno stadio di ADR.